# Здание Русского торгово-промышленного банка (Санкт-Петербург)
Здание Русского торгово-промышленного банка — памятник архитектуры начала XX века, располагающийся в Санкт-Петербурге по адресу Большая Морская улица, 15. Архитектор — Перетяткович, Мариан Марианович, здание относится к последним его работам (умер в 1916 году). Здание строилось в 1912—1914 годах и выполнено в стиле эклектики с многочисленными отсылками к ренессансу.

## История

### Предыстория
К 1740-м годам на месте банка уже стоял дом генерала П. В. Измайлова. Его потомки владели домом и участком земли до 1788 года. В 1793 году дом приобрёл купец из Ревеля Фридрих Амбургер, семья которого владела участком до 1820-х годов.
Позднее участок перешёл в руки ювелира Ивана Барбе. В 1825 году Барбе пожелал подключить дом к городской цистерне, работу выполнил архитектор Миллер. В 1836 году здание надстроили двумя этажами. В 1860 году архитектор Н. П. Гребёнка устроил над входом в здание зонтик на чугунных колоннах. В 1861 году во дворе владения архитектор Е. А. Тур выстроил каменные четырёхэтажные отхожие места. В 1869 году архитектор Г. Боссе занимался оформлением фасада помойной ямы.
С середины 1870-х годов домом завладела Генриетта Ивановна Цимар. Последней принадлежала идея расширить магазинные окна-витрины первого этажа, в связи с чем в 1898 году архитектор Н. Н. Игнатьев перестроил фасад здания.

### Строительство
В 1910 году Русский торгово-промышленный банк устроил конкурс на лучший проект своего здания. В конкурсе победил 38-летний зодчий Мариан Марианович Перетяткович. Строительство продолжалось с 1912 по 1914 год.
Работы по граниту, облицовывающему нижние этажи, производила финская фирма «Гранит», в отделке фасада участвовали скульпторы Л. А. Дитрих и В. В. Козлов (маскароны на замковых камнях над окнами второго этажа выполнены по их моделям).
В изначальном проекте, представленном на конкурс, нижние этажи украшали рустованные колонны гигантского ордера, на верхних пилястры едва выступали из стен. В реализованном проекте нижние этажи истолкованы как цоколь колоннады, на которой расположен высокий ступенчатый аттик. На четвёртом этаже стоит каменная балюстрада, резной фриз украшен мужскими профилями и бараньими головами, картушами и доспехами; использование подобных рельефов и сочетания фактур создаёт игру света, подчёркивающую основательность нижних этажей.
Для облицовки использован редкий для Петербурга ништадтский гранит. Блоки обработаны точечной фактурой и под скалу, маски на замковых камнях выполнены из того же материала.
В операционном зале банка стоит ионическая колоннада из отполированного тёмно-розового среднезернистого рапакиви, роспись плафона в нём выполнена по эскизам и с участием М. М. Адамовича и У. А. Боданинского. В интерьере использован чёрный с золотистыми жилками итальянский портор, левантийский мрамор зелёного и красного цвета.